# Lijst van Belgische etappewinnaars Ronde van Frankrijk
Dit is de lijst van Belgische etappewinnaars in de Ronde van Frankrijk. Het totaal aantal individuele etappeoverwinningen bedraagt 493.
Opmerking: voor de oorlog kende de ploegentijdrit ook een individuele winnaar.
N.B. Bijgewerkt tot en met de Ronde van Frankrijk 2025/Negende etappe.
De vet weergegeven namen zijn nu nog actief als professioneel wielrenner.

## Ranglijst naar aantal etappezeges
| AZ | Naam |
| -- | --- |
| 34 | Eddy Merckx |
| 15 | Freddy Maertens |
| 13 | Philippe Thys |
| 12 | Jean Aerts |
| 10 | Walter Godefroot Jasper Philipsen Wout van Aert |
| 9  | Sylvère Maes Eloi Meulenberg Tom Steels Lucien Van Impe |
| 8  | Louis Mottiat |
| 7  | Ward Sels Rik Van Looy |
| 6  | Tom Boonen Marcel Buysse Fred De Bruyne Marcel Kint Firmin Lambot Guido Reybrouck Patrick Sercu Martin Vangeneugden Félicien Vervaecke                              |
| 5  | Lucien Buysse Maurice De Waele Frank Hoste Eric Leman Hector Martin Jean Rossius Willy Teirlinck Eric Vanderaerden Herman Vanspringel                               |
| 4  | Adelin Benoît Emile Daems Romain Maes Rudy Matthys Eddy Pauwels Gaston Rebry André Rosseel Rik Van Linden Gustaaf Van Slembrouck Rik Van Steenbergen Daniel Willems |
| 3  | 16 renners |
| 2  | 35 renners |
| 1  | 72 renners |

## Alfabetische lijst

### A
| Naam            | Jaar | Etappe                                    | bijzonderheden |
| --------------- | ---- | ----------------------------------------- | -------------- |
| Jean Aerts (12) | 1930 | 6: Les Sables-d'Olonne - Bordeaux, 285 km |                |
| Jean Aerts (12) | 1932 | 1: Parijs - Caen, 208 km                  |                |
| Jean Aerts (12) | 1933 | 4: Metz - Belfort, 220 km                 |                |
| Jean Aerts (12) | 1933 | 15: Perpignan - Ax les Thermes, 158 km    |                |
| Jean Aerts (12) | 1933 | 17: Luchon - Tarbes, 91 km                |                |
| Jean Aerts (12) | 1933 | 19: Pau - Bordeaux, 233 km                |                |
| Jean Aerts (12) | 1933 | 20: Bordeaux - La Rochelle, 183 km        |                |
| Jean Aerts (12) | 1933 | 21: La Rochelle - Rennes, 266 km          |                |
| Jean Aerts (12) | 1935 | 4: Metz - Belfort, 220 km                 |                |
| Jean Aerts (12) | 1935 | 8: Grenoble - Gap, 102 km                 |                |
| Jean Aerts (12) | 1935 | 10: Digne - Nice, 156 km                  |                |
| Jean Aerts (12) | 1935 | 19b: La Roche sur Yon - Nantes, 95 km     | ploegentijdrit |

### B
| Naam                     | Jaar | Etappe                                       | bijzonderheden         |
| ------------------------ | ---- | -------------------------------------------- | ---------------------- |
| Armand Baeyens (1)       | 1951 | 19: Marseille - Gap, 208 km                  |                        |
| Serge Baguet (1)         | 2001 | 17: Brive - Montluçon, 194 km                |                        |
| Jan Bakelants (1)        | 2013 | 2: Bastia - Ajaccio, 156 km                  |                        |
| Theophile Beeckman (2)   | 1924 | 3: Cherbourg - Brest, 405 km                 | ex aequo Philippe Thys |
| Theophile Beeckman (2)   | 1925 | 10: Perpignan - Nîmes, 215 km                |                        |
| Benoni Beheyt (1)        | 1964 | 22a: Orléans - Versailles, 118,5 km          |                        |
| Adelin Benoît (4)        | 1925 | 8: Bayonne - Luchon, 326 km                  |                        |
| Adelin Benoît (4)        | 1926 | 5: Le Havre - Cherbourg, 357 km              |                        |
| Adelin Benoît (4)        | 1927 | 9: Les Sables-d'Olonne - Bordeaux, 285 km    |                        |
| Adelin Benoît (4)        | 1927 | 18: Evian - Pontarlier, 213 km               |                        |
| Maurice Blomme (1)       | 1950 | 12: St Gaudens - Perpignan, 233 km           |                        |
| Frans Bonduel (3)        | 1930 | 17: Evian - Belfort, 282 km                  |                        |
| Frans Bonduel (3)        | 1932 | 6: Luchon - Perpignan, 323 km                |                        |
| Frans Bonduel (3)        | 1932 | 7: Perpignan - Montpellier, 168 km           |                        |
| Tom Boonen (6)           | 2004 | 6: Bonneval - Angers, 196 km                 |                        |
| Tom Boonen (6)           | 2004 | 20: Montereau - Parijs, 163 km               |                        |
| Tom Boonen (6)           | 2005 | 2: Challans - Les Essarts, 181,5 km          | massasprint            |
| Tom Boonen (6)           | 2005 | 3: La Châtaigneraie - Tours, 212,5 km        | massasprint            |
| Tom Boonen (6)           | 2007 | 6: Semur-en-Auxois - Bourg-en-Bresse, 200 km | massasprint            |
| Tom Boonen (6)           | 2007 | 12: Montpellier - Castres, 179 km            | massasprint            |
| Adolphe Braeckeveldt (1) | 1937 | 17b: Royan - Saintes, 37 km                  | ex aequo Heinz Wengler |
| Ferdinand Bracke (2)     | 1966 | 19: Chamonix - St Etienne, 264,5 km          |                        |
| Ferdinand Bracke (2)     | 1976 | 17: Fleurance - Auch, 38,75 km               | tijdrit                |
| Frans Brands (1)         | 1963 | 18: Chamonix - Lons le Saunier, 225 km       |                        |
| Jean Brankart (2)        | 1955 | 18: St Gaudens - Pau, 206 km                 |                        |
| Jean Brankart (2)        | 1955 | 21: Châtellerault - Tours, 68,6 km           | tijdrit                |
| Joseph Bruyère (1)       | 1972 | 19: Auxerre - Versailles, 230 km             |                        |
| Johan Bruyneel (2)       | 1993 | 6: Evreux - Amiens, 158 km                   |                        |
| Johan Bruyneel (2)       | 1995 | 7: Charleroi (Bel) - Luik (Bel), 203 km      |                        |
| Jules Buysse (1)         | 1926 | 1: Evian - Mulhouse, 373 km                  |                        |
| Lucien Buysse (5)        | 1923 | 8: Perpignan - Toulon, 427 km                |                        |
| Lucien Buysse (5)        | 1925 | 11: Nîmes - Toulon, 215 km                   |                        |
| Lucien Buysse (5)        | 1925 | 12: Toulon - Nice, 280 km                    |                        |
| Lucien Buysse (5)        | 1926 | 10: Bayonne - Luchon, 323 km                 |                        |
| Lucien Buysse (5)        | 1926 | 11: Luchon - Perpignan, 323 km               |                        |
| Marcel Buysse (6)        | 1913 | 4: Brest - La Rochelle, 470 km               |                        |
| Marcel Buysse (6)        | 1913 | 7: Luchon - Perpignan, 324 km                |                        |
| Marcel Buysse (6)        | 1913 | 11: Grenoble - Genève (Zwi), 325 km          |                        |
| Marcel Buysse (6)        | 1913 | 12: Genève (Zwi) - Belfort, 335 km           |                        |
| Marcel Buysse (6)        | 1913 | 14: Longwy - Duinkerken, 393 km              |                        |
| Marcel Buysse (6)        | 1913 | 15: Duinkerken - Parijs, 340 km              |                        |

### C
| Naam                   | Jaar | Etappe                                      | bijzonderheden |
| ---------------------- | ---- | ------------------------------------------- | -------------- |
| Norbert Callens (1)    | 1949 | 3: Brussel (Bel) - Boulogne sur Mer, 211 km |                |
| Victor Campenaerts (1) | 2024 | 18: Gap - Barcelonnette 179 km              |                |
| Pino Cerami (1)        | 1963 | 9: Bordeaux - Pau, 202 km                   |                |

### D
| Naam                    | Jaar | Etappe                                                  | bijzonderheden |
| ----------------------- | ---- | ------------------------------------------------------- | -------------- |
| Emile Daems (4)         | 1961 | 3: Roubaix - Charleroi (Bel), 197,5 km                  |                |
| Emile Daems (4)         | 1962 | 5: Pont l'Evêque - St Malo, 215 km                      |                |
| Emile Daems (4)         | 1962 | 16: Montpellier - Aix-en-Provence, 185 km               |                |
| Emile Daems (4)         | 1962 | 18: Juan les Pins - Briançon, 241,5 km                  |                |
| Gustave Danneels (1)    | 1937 | 11b: Toulon - Marseille, 65 km                          | ploegentijdrit |
| Wilfried David (1)      | 1973 | 15: Pau - Fleurance, 137 km                             |                |
| Roger De Breuker (2)    | 1963 | 6a: Rennes - Angers, 118,5 km                           |                |
| Roger De Breuker (2)    | 1963 | 20: Besançon - Troyes, 233,5 km                         |                |
| Fred De Bruyne (6)      | 1954 | 8: Vannes - Angers, 190 km                              |                |
| Fred De Bruyne (6)      | 1954 | 13: Luchon - Toulouse, 203 km                           |                |
| Fred De Bruyne (6)      | 1954 | 22: Nancy - Troyes, 216 km                              |                |
| Fred De Bruyne (6)      | 1956 | 2: Luik (Bel) - Rijsel, 217 km                          |                |
| Fred De Bruyne (6)      | 1956 | 6: St Malo - Lorient, 192 km                            |                |
| Fred De Bruyne (6)      | 1956 | 10: Bordeaux - Bayonne, 201 km                          |                |
| Georges Decaux (1)      | 1952 | 15: Avignon - Perpignan, 275 km                         |                |
| Peter De Clercq (1)     | 1992 | 20: Blois - Nanterre, 222 km                            |                |
| Raymond De Corte (2)    | 1927 | 8: Vannes - Les Sables-d'Olonne, 204 km                 |                |
| Raymond De Corte (2)    | 1927 | 20: Belfort - Strasbourg, 145 km                        |                |
| Odiel Defraeye (3)      | 1912 | 2: Duinkerken - Longwy, 388 km                          |                |
| Odiel Defraeye (3)      | 1912 | 7: Nice - Marseille, 334 km                             |                |
| Odiel Defraeye (3)      | 1912 | 9: Perpignan - Luchon, 289 km                           |                |
| Thomas De Gendt (2)     | 2016 | 12: Montpellier - Mont Ventoux (Chalet Reynard), 178 km |                |
| Thomas De Gendt (2)     | 2019 | 8: Mâcon - Saint-Étienne, 200 km                        |                |
| Albert Dejonghe (1)     | 1923 | 4: Brest - Les Sables-d'Olonne, 412 km                  |                |
| Louis Delannoy (1)      | 1929 | 4: Dinan - Brest, 206 km                                |                |
| Ludo Delcroix (1)       | 1979 | 9: Amiens - Roubaix, 201,2 km                           |                |
| Gustaaf Deloor (1)      | 1937 | 6: Genève - Aix les Bains, 180 km                       |                |
| Marc Demeyer (2)        | 1978 | 19: Lausanne - Belfort, 181,5 km                        |                |
| Marc Demeyer (2)        | 1979 | 14: Belfort - Evian, 248,2 km                           |                |
| Jef Demuysere (3)       | 1929 | 10: Luchon - Perpignan, 323 km                          |                |
| Jef Demuysere (3)       | 1931 | 15: Nice - Gap, 233 km                                  |                |
| Jef Demuysere (3)       | 1931 | 18: Aix les Bains - Evian, 204 km                       |                |
| Willy Derboven (1)      | 1964 | 5: Metz - Fribourg, 161,5 km                            |                |
| Germain Derycke (1)     | 1951 | 23: Genève (Zwi) - Dijon, 197 km                        |                |
| Jos Deschoenmaecker (1) | 1980 | 16: Trets - Pra Loup, 208,6 km                          |                |
| Erik De Vlaeminck (1)   | 1968 | 2: Aarlen - Vorst, 210,5 km                             |                |
| Roger De Vlaeminck (1)  | 1970 | 6: Amiens - Valenciennes, 135,5 km                      |                |
| Maurice De Waele (5)    | 1927 | 2: Dieppe - Le Havre, 103 km                            |                |
| Maurice De Waele (5)    | 1927 | 13: Perpignan - Marseille, 360 km                       |                |
| Maurice De Waele (5)    | 1928 | 8: Bordeaux - Hendaye, 225 km                           |                |
| Maurice De Waele (5)    | 1928 | 20: Charleville - Malo les Bains, 271 km                |                |
| Maurice De Waele (5)    | 1929 | 20: Charleville - Malo les Bains, 270 km                |                |
| Etienne De Wilde (2)    | 1989 | 7: Poitiers - Bordeaux, 258,5 km                        |                |
| Etienne De Wilde (2)    | 1991 | 3: Villeurbanne - Dijon, 210,5 km                       |                |
| Ronald De Witte (2)     | 1974 | 5: Caen - Dieppe, 165 km                                |                |
| Ronald De Witte (2)     | 1975 | 2: Roubaix - Amiens, 121,5 km                           |                |
| Fons De Wolf (1)        | 1984 | 14: Rodez - Domaine du Rouret, 227,5 km                 |                |
| Rudy Dhaenens (1)       | 1986 | 11: Poitiers - Bordeaux, 258,3 km                       |                |
| Ludo Dierckxsens (1)    | 1999 | 11: Le Bourg d'Oisans - St Etienne, 198,5 km            |                |
| Aimé Dossche (3)        | 1926 | 2: Mulhouse - Metz, 334 km                              |                |
| Aimé Dossche (3)        | 1926 | 17: Dijon - Parijs, 341 km                              |                |
| Aimé Dossche (3)        | 1929 | 1: Parijs - Caen, 206 km                                |                |

### E
| Naam                | Jaar | Etappe                                            | bijzonderheden |
| ------------------- | ---- | ------------------------------------------------- | -------------- |
| Remco Evenepoel (2) | 2024 | 7: Nuits-Saint-Georges - Gevrey-Chambertin, 25 km | tijdrit        |
| Remco Evenepoel (2) | 2025 | 5: Caen - Caen, 33 km                             | tijdrit        |

### F
| Naam              | Jaar | Etappe                                      | bijzonderheden |
| ----------------- | ---- | ------------------------------------------- | -------------- |
| Herman Frison (1) | 1987 | 4: Stuttgart (Dui) - Pforzheim (Dui), 79 km |                |

### G
| Naam                  | Jaar | Etappe                                                          | bijzonderheden |
| --------------------- | ---- | --------------------------------------------------------------- | -------------- |
| Maurice Geldhof (1)   | 1927 | 19: Pontarlier - Belfort, 119 km                                |                |
| Philippe Gilbert (1)  | 2011 | 1: Passage du Gois - Mont des Alouettes (Les Herbies), 191,5 km |                |
| Walter Godefroot (10) | 1967 | 1b: Angers - Saint Malo, 185,5 km                               |                |
| Walter Godefroot (10) | 1968 | 3b: Forest - Roubaix, 112 km                                    |                |
| Walter Godefroot (10) | 1968 | 9: Royan - Bordeaux, 137,5 km                                   |                |
| Walter Godefroot (10) | 1970 | 4: Rennes - Lisieux, 229 km                                     |                |
| Walter Godefroot (10) | 1970 | 5a: Lisieux - Rouen, 94,5 km                                    |                |
| Walter Godefroot (10) | 1971 | 9: Clermont-Ferrand - St Etienne, 153 km                        |                |
| Walter Godefroot (10) | 1972 | 5a: Royan - Bordeaux, 133,5 km                                  |                |
| Walter Godefroot (10) | 1973 | 5: Nancy - Mulhouse, 188 km                                     |                |
| Walter Godefroot (10) | 1973 | 16a: Fleurance - Bordeaux, 210 km                               |                |
| Walter Godefroot (10) | 1975 | 22: Circuit Parijs, 163,5 km                                    |                |

### H
| Naam                  | Jaar | Etappe                                                  | bijzonderheden |
| --------------------- | ---- | ------------------------------------------------------- | -------------- |
| Alfred Hamerlinck (2) | 1931 | 1: Parijs - Caen, 208 km                                |                |
| Alfred Hamerlinck (2) | 1931 | 6: Les Sables-d'Olonne - Bordeaux, 338 km               |                |
| Louis Heusghem (2)    | 1912 | 12: La Rochelle - Brest, 470 km                         |                |
| Louis Heusghem (2)    | 1920 | 8: Perpignan - Aix-en-Provence, 325 km                  |                |
| Frank Hoste (5)       | 1982 | 8: Concarneau - Chateaulin, 200,8 km                    |                |
| Frank Hoste (5)       | 1984 | 1: Bondy - St Denis, 148,5 km                           |                |
| Frank Hoste (5)       | 1984 | 6: Cergy Pontoise - Alençon, 202 km                     |                |
| Frank Hoste (5)       | 1984 | 21: Crans Montana, Villefranche en Beaujolais, 320,5 km |                |
| Frank Hoste (5)       | 1986 | 15: Carcassonne - Nîmes, 225,5 km                       |                |
| Omer Huyse (1)        | 1924 | 5: Les Sables-d'Olonne - Bayonne, 482 km                |                |
| Jos Huysmans (2)      | 1968 | 20: Sallanches - Besançon, 242,5 km                     |                |
| Jos Huysmans (2)      | 1972 | 9: Luchon - Colomiers, 179 km                           |                |

### I
| Naam                | Jaar | Etappe                              | bijzonderheden |
| ------------------- | ---- | ----------------------------------- | -------------- |
| Raymond Impanis (3) | 1947 | 19: Vannes - St Brieuc, 139 km      |                |
| Raymond Impanis (3) | 1948 | 9: Toulouse - Montpellier, 246 km   |                |
| Raymond Impanis (3) | 1948 | 10: Montpellier - Marseille, 248 km |                |

### J
| Naam                | Jaar | Etappe                                    | bijzonderheden |
| ------------------- | ---- | ----------------------------------------- | -------------- |
| Jos Jacobs (1)      | 1979 | 6: Angers - St Brieuc, 238,5 km           |                |
| Marcel Janssens (2) | 1957 | 4: Rouen - Roubaix, 232 km                |                |
| Marcel Janssens (2) | 1959 | 10: Bayonne - Bagnères de Bigorre, 235 km |                |

### K
| Naam                | Jaar | Etappe                                     | bijzonderheden |
| ------------------- | ---- | ------------------------------------------ | -------------- |
| Désiré Keteleer (1) | 1949 | 15: Marseille - Cannes, 215 km             |                |
| Marcel Kint (6)     | 1936 | 19a: La Rochelle - La Roche sur Yon, 81 km |                |
| Marcel Kint (6)     | 1938 | 15: Briançon - Aix les Bains, 311 km       |                |
| Marcel Kint (6)     | 1938 | 16: Aix les Bains - Besançon, 284 km       |                |
| Marcel Kint (6)     | 1938 | 18: Strasbourg - Metz, 186 km              |                |
| Marcel Kint (6)     | 1939 | 8a: Bordeaux - Salies de Béarn, 210,5 km   |                |
| Marcel Kint (6)     | 1939 | 18b: Troyes - Parijs, 201 km               |                |

### L
| Naam                | Jaar | Etappe                                               | bijzonderheden |
| ------------------- | ---- | ---------------------------------------------------- | -------------- |
| Firmin Lambot (6)   | 1913 | 9: Aix-en-Provence - Nice, 356 km                    |                |
| Firmin Lambot (6)   | 1914 | 6: Bayonne - Luchon, 326 km                          |                |
| Firmin Lambot (6)   | 1919 | 14: Metz - Duinkerken, 468 km                        |                |
| Firmin Lambot (6)   | 1920 | 5: Les Sables-d'Olonne - Bayonne, 482 km             |                |
| Firmin Lambot (6)   | 1920 | 6: Bayonne - Luchon, 326 km                          |                |
| Firmin Lambot (6)   | 1921 | 9: Toulon - Nice, 272 km                             |                |
| Roger Lambrecht (2) | 1948 | 17: Mulhouse - Strasbourg, 120 km                    | tijdrit        |
| Roger Lambrecht (2) | 1949 | 2: Reims - Brussel (Bel), 273 km                     |                |
| Yves Lampaert (1)   | 2022 | 1: Kopenhagen - Kopenhagen, 13,2 km                  | tijdrit        |
| Eric Leman (5)      | 1968 | 21: Besançon - Auxerre, 242 km                       |                |
| Eric Leman (5)      | 1969 | 3: Maastricht (Ned) - Charleville Mézières, 213,5 km |                |
| Eric Leman (5)      | 1971 | 1a: Mulhouse - Bazel (Zwi), 59,5 km                  |                |
| Eric Leman (5)      | 1971 | 6a: Roubaix - Amiens, 127,5 km                       |                |
| Eric Leman (5)      | 1971 | 7: Rungis - Nevers, 257,5 km                         |                |
| Léon Level (1)      | 1936 | 9: Briançon - Digne, 220 km                          |                |
| Gerard Loncke (2)   | 1931 | 7: Bordeaux - Bayonne, 180 km                        |                |
| Gerard Loncke (2)   | 1932 | 16: Belfort - Strasbourg, 291 km                     |                |
| Ludo Loos (1)       | 1980 | 18: Morzine - Prapoutel les Sept Laux, 198,8 km      |                |
| Léon Louyet (2)     | 1933 | 5: Belfort - Evian, 293 km                           |                |
| Léon Louyet (2)     | 1933 | 16: Ax les Thermes - Luchon, 165 km                  |                |

### M
| Naam                   | Jaar | Etappe                                                            | bijzonderheden |
| ---------------------- | ---- | ----------------------------------------------------------------- | -------------- |
| Freddy Maertens (15)   | 1976 | 0: St Jean de Monts, 8 km                                         | proloog        |
| Freddy Maertens (15)   | 1976 | 1: St Jean de Monts - Angers, 173 km                              |                |
| Freddy Maertens (15)   | 1976 | 3: Le Touquet Parijs Plage, 37 km                                 | tijdrit        |
| Freddy Maertens (15)   | 1976 | 7: Nancy - Mulhouse, 205,5 km                                     |                |
| Freddy Maertens (15)   | 1976 | 18a: Auch - Langon, 86 km                                         |                |
| Freddy Maertens (15)   | 1976 | 18b: Langon - Lacanau océan, 123 km                               |                |
| Freddy Maertens (15)   | 1976 | 21: Montargis - Versailles, 145,5 km                              |                |
| Freddy Maertens (15)   | 1976 | 22a: Parijs, 6 km                                                 | tijdrit        |
| Freddy Maertens (15)   | 1978 | 5: Caen - Mazé Montgeoffroy, 244 km                               |                |
| Freddy Maertens (15)   | 1978 | 7: Poitiers - Bordeaux, 242 km                                    |                |
| Freddy Maertens (15)   | 1981 | 1a: Nice - Nice, 97 km                                            |                |
| Freddy Maertens (15)   | 1981 | 3: Martigues - Narbonne, 232 km                                   |                |
| Freddy Maertens (15)   | 1981 | 12a: Roubaix - Brussel (Bel), 107,3 km                            |                |
| Freddy Maertens (15)   | 1981 | 13: Beringen (Bel) - Hasselt (Bel), 157 km                        |                |
| Freddy Maertens (15)   | 1981 | 22: Fontenay sous Bois - Parijs, 186,8 km                         |                |
| Romain Maes (4)        | 1935 | 1: Parijs - Rijsel, 262 km                                        |                |
| Romain Maes (4)        | 1935 | 11: Nice - Cannes, 126 km                                         |                |
| Romain Maes (4)        | 1935 | 21: Caen - Parijs, 221 km                                         |                |
| Romain Maes (4)        | 1939 | 2a: Caen - Vire, 63,5 km                                          | tijdrit        |
| Sylvère Maes (9)       | 1934 | 23: Caen - Parijs, 221 km                                         |                |
| Sylvère Maes (9)       | 1935 | 15: Perpignan - Luchon, 325 km                                    |                |
| Sylvère Maes (9)       | 1936 | 13b: Nîmes - Montpellier, 52 km                                   | ploegentijdrit |
| Sylvère Maes (9)       | 1936 | 14b: Narbonne - Perpignan, 63 km                                  | ploegentijdrit |
| Sylvère Maes (9)       | 1936 | 16: Luchon - Pau, 194 km                                          |                |
| Sylvère Maes (9)       | 1936 | 18b: Saintes - La Rochelle, 75 km                                 | ploegentijdrit |
| Sylvère Maes (9)       | 1937 | 5b: Lons le Saunier - Champagnole, 34 km                          | ploegentijdrit |
| Sylvère Maes (9)       | 1939 | 15: Digne - Briançon, 219 km                                      |                |
| Sylvère Maes (9)       | 1939 | 16b: Bonneval - Bourg St Maurice, 64,5 km                         | tijdrit        |
| René Martens (1)       | 1981 | 9: Nantes - Le Mans, 196,5 km                                     |                |
| Hector Martin (5)      | 1925 | 14: Briançon - Evian, 303 km                                      |                |
| Hector Martin (5)      | 1925 | 16: Mulhouse - Metz, 334 km                                       |                |
| Hector Martin (5)      | 1925 | 17: Metz - Duinkerken, 433 km                                     |                |
| Hector Martin (5)      | 1927 | 3: Le Havre - Caen, 225 km                                        |                |
| Hector Martin (5)      | 1927 | 22: Metz - Charleville, 159 km                                    |                |
| Jules Masselis (2)     | 1911 | 2: Duinkerken - Longwy, 388 km                                    |                |
| Jules Masselis (2)     | 1913 | 2: Le Havre - Cherbourg, 364 km                                   |                |
| Emile Masson sr (2)    | 1922 | 11: Briançon - Genève (Zwi), 260 km                               |                |
| Emile Masson sr (2)    | 1922 | 12: Genève - Strasbourg, 371 km                                   |                |
| Emile Masson jr (1)    | 1938 | 17a: Besançon - Belfort, 89,5 km                                  |                |
| Rudy Matthijs (4)      | 1983 | 3: Valenciennes - Roubaix, 152 km                                 |                |
| Rudy Matthijs (4)      | 1985 | 1: Vannes - Lanester, 256 km                                      |                |
| Rudy Matthijs (4)      | 1985 | 2: Lorient - Vitré, 242 km                                        |                |
| Rudy Matthijs (4)      | 1985 | 22: Orléans - Parijs, 196 km                                      |                |
| Jordi Meeus (1)        | 2023 | 21: Saint-Quentin-en-Yvelines - Parijs (Champs Élysées), 115,1 km |                |
| Frans Melckenbeeck (1) | 1963 | 4: Roubaix - Rouen, 235,5 km                                      |                |
| Eddy Merckx (34)       | 1969 | 6: Mulhouse - Ballon d'Alsace, 133,5 km                           |                |
| Eddy Merckx (34)       | 1969 | 8a: Divonne les Bains, 8,8 km                                     | tijdrit        |
| Eddy Merckx (34)       | 1969 | 11: Briançon - Digne, 198 km                                      |                |
| Eddy Merckx (34)       | 1969 | 15: Revel, 18,5 km                                                | tijdrit        |
| Eddy Merckx (34)       | 1969 | 17: Luchon - Mourenx/Ville nouvelle, 214,5 km                     |                |
| Eddy Merckx (34)       | 1969 | 22b: Créteil - Parijs, 36,8 km                                    | tijdrit        |
| Eddy Merckx (34)       | 1970 | 0: Limoges, 7,4                                                   | proloog        |
| Eddy Merckx (34)       | 1970 | 7a: Valenciennes - Forest/Vorst, 119 km                           |                |
| Eddy Merckx (34)       | 1970 | 10: Belfort - Divonne les Bains, 241 km                           |                |
| Eddy Merckx (34)       | 1970 | 11a: Divonne les Bains, 8,8 km                                    | tijdrit        |
| Eddy Merckx (34)       | 1970 | 12: Thonon les Bains - Grenoble, 194 km                           |                |
| Eddy Merckx (34)       | 1970 | 14: Gap - Mont Ventoux, 170 km                                    |                |
| Eddy Merckx (34)       | 1970 | 20b: Bordeaux, 8,2 km                                             | tijdrit        |
| Eddy Merckx (34)       | 1970 | 23: Versailles - Parijs, 54 km                                    | tijdrit        |
| Eddy Merckx (34)       | 1971 | 2: Mulhouse - Strasbourg, 144 km                                  |                |
| Eddy Merckx (34)       | 1971 | 13: Albi - Albi, 16,3 km                                          | tijdrit        |
| Eddy Merckx (34)       | 1971 | 17: Mont de Marsan - Bordeaux, 188 km                             |                |
| Eddy Merckx (34)       | 1971 | 20: Versailles - Parijs, 53,8 km                                  | tijdrit        |
| Eddy Merckx (34)       | 1972 | 0: Angers, 7,2 km                                                 | proloog        |
| Eddy Merckx (34)       | 1972 | 5b: Bordeaux - Circuit du Lac, 12,7 km                            |                |
| Eddy Merckx (34)       | 1972 | 8: Pau - Luchon, 163,5 km                                         |                |
| Eddy Merckx (34)       | 1972 | 13: Orcières Merlette - Briançon, 201 km                          |                |
| Eddy Merckx (34)       | 1972 | 14a: Briançon - Valloire/Galibier, 51 km                          |                |
| Eddy Merckx (34)       | 1972 | 20a: Versailles - Versailles, 42 km                               | tijdrit        |
| Eddy Merckx (34)       | 1974 | 0: Brest, 7,1 km                                                  | proloog        |
| Eddy Merckx (34)       | 1974 | 7: Mons (Bel) - Chalons sur Marne, 221,5 km                       |                |
| Eddy Merckx (34)       | 1974 | 9: Besançon - Gaillard, 241 km                                    |                |
| Eddy Merckx (34)       | 1974 | 10: Gaillard - Aix les Bains, 131,5 km                            |                |
| Eddy Merckx (34)       | 1974 | 15: Colomiers - Seo de Urgel (Esp), 225 km                        |                |
| Eddy Merckx (34)       | 1974 | 19b: Bordeaux, 12,4 km                                            | tijdrit        |
| Eddy Merckx (34)       | 1974 | 21a: Vouvray - Orléans, 112,5 km                                  |                |
| Eddy Merckx (34)       | 1974 | 22: Orléans - Parijs, 146 km                                      |                |
| Eddy Merckx (34)       | 1975 | 6: Circuit Merlin - Plage, 16 km                                  | tijdrit        |
| Eddy Merckx (34)       | 1975 | 9b: Fleurance - Auch, 37,4 km                                     | tijdrit        |
| Tim Merlier (3)        | 2021 | 3: Lorient – Pontivy 182,9 km                                     |                |
| Tim Merlier (3)        | 2025 | 3: Valenciennes - Duinkerke 172 km                                |                |
| Tim Merlier (3)        | 2025 | 9: Chinon - Châteauroux 170 km                                    |                |
| Eloi Meulenberg (9)    | 1936 | 6: Evian - Aix les Bains, 212 km                                  |                |
| Eloi Meulenberg (9)    | 1936 | 18a: Bordeaux - Saintes, 117 km                                   |                |
| Eloi Meulenberg (9)    | 1937 | 11a: Nice - Toulon, 169 km                                        |                |
| Eloi Meulenberg (9)    | 1937 | 13b: Narbonne - Perpignan, 63 km                                  |                |
| Eloi Meulenberg (9)    | 1937 | 14a: Perpignan - Bourg Madame, 99 km                              |                |
| Eloi Meulenberg (9)    | 1937 | 14c: Ax les Thermes - Luchon, 167 km                              |                |
| Eloi Meulenberg (9)    | 1938 | 4a: Nantes - La Roche sur Yon, 62 km                              |                |
| Eloi Meulenberg (9)    | 1938 | 4b: La Roche sur Yon - La Rochelle, 83 km                         |                |
| Eloi Meulenberg (9)    | 1938 | 5: Royan - Bordeaux, 198 km                                       |                |
| Louis Mottiat (8)      | 1912 | 10: Luchon - Bayonne, 326 km                                      |                |
| Louis Mottiat (8)      | 1920 | 1: Parijs - Le Havre, 388 km                                      |                |
| Louis Mottiat (8)      | 1921 | 1: Parijs - Le Havre, 388 km                                      |                |
| Louis Mottiat (8)      | 1921 | 4: Brest - Les Sables-d'Olonne, 412 km                            |                |
| Louis Mottiat (8)      | 1921 | 5: Les Sables-d'Olonne - Bayonne, 482 km                          |                |
| Louis Mottiat (8)      | 1921 | 7: Luchon - Perpignan, 323 km                                     |                |
| Louis Mottiat (8)      | 1924 | 8: Perpignan - Toulon, 427 km                                     |                |
| Louis Mottiat (8)      | 1925 | 3: Cherbourg - Brest, 405 km                                      |                |
| Johan Museeuw (2)      | 1990 | 4: Nantes - Mont St Michel, 203 km                                |                |
| Johan Museeuw (2)      | 1990 | 21: Brétigny - Parijs, 182,5 km                                   |                |

### N
| Naam                  | Jaar | Etappe                                        | bijzonderheden |
| --------------------- | ---- | --------------------------------------------- | -------------- |
| Wilfried Nelissen (1) | 1993 | 2: Les Sables-d'Olonne - Vannes, 227,5 km     |                |
| François Neuville (1) | 1938 | 20c: St Quentin - Rijsel, 107 km              |                |
| Jan Nevens (1)        | 1992 | 8: Valkenburg (Ned) - Koblenz (Dui), 206,5 km |                |

### O
| Naam            | Jaar | Etappe                            | bijzonderheden |
| --------------- | ---- | --------------------------------- | -------------- |
| Stan Ockers (3) | 1950 | 4: Rijsel - Rouen, 231 km         |                |
| Stan Ockers (3) | 1954 | 11: Bayonne - Pau, 241 km         |                |
| Stan Ockers (3) | 1956 | 19: Grenoble - St Etienne, 173 km |                |

### P
| Naam                  | Jaar | Etappe                                                         | bijzonderheden |
| --------------------- | ---- | -------------------------------------------------------------- | -------------- |
| Eddy Pauwels (4)      | 1961 | 14: Montpellier - Perpignan, 174 km                            |                |
| Eddy Pauwels (4)      | 1961 | 17: Luchon - Pau, 197 km                                       |                |
| Eddy Pauwels (4)      | 1962 | 11: Bayonne - Pau, 155,5 km                                    |                |
| Eddy Pauwels (4)      | 1963 | 1: Parijs - Épernay, 152,5 km                                  |                |
| Ludo Peeters (3)      | 1980 | 14: Lézignan Corbières - Montpellier, 189,5 km                 |                |
| Ludo Peeters (3)      | 1982 | 1: Circuit de Schupfart - Möhlin (Zwi), 207 km                 |                |
| Ludo Peeters (3)      | 1986 | 7: Cherbourg - St Hilaire du Harcouët, 201 km                  |                |
| Rudy Pevenage (1)     | 1980 | 2: Frankfurt (Dui) - Metz, 276 km                              |                |
| Jasper Philipsen (10) | 2022 | 15: Rodez - Carcassonne, 200 km                                |                |
| Jasper Philipsen (10) | 2022 | 21: Paris La Défense Arena - Parijs (Champs Élysées), 112,0 km |                |
| Jasper Philipsen (10) | 2023 | 3: Amorebieta-Etxano – Bayonne, 185 km                         |                |
| Jasper Philipsen (10) | 2023 | 4: Dax – Nogaro, 182 km                                        |                |
| Jasper Philipsen (10) | 2023 | 7: Mont-de-Marsan - Bordeaux, 169,9km                          |                |
| Jasper Philipsen (10) | 2023 | 11: Clermont-Ferrand - Moulins, 179,8 km                       |                |
| Jasper Philipsen (10) | 2024 | 10: Orléans – Saint-Amand-Montrond, 187 km                     |                |
| Jasper Philipsen (10) | 2024 | 13: Agen - Pau, 171 km                                         |                |
| Jasper Philipsen (10) | 2024 | 16: Gruissan - Nîmes 188 km                                    |                |
| Jasper Philipsen (10) | 2025 | 1: Lille - Lille, 184,9 km                                     |                |
| Georges Pintens (1)   | 1968 | 12: Pau - St Gaudens, 226,5 km                                 |                |
| Eddy Planckaert (2)   | 1981 | 12b: Brussel (Bel) - Zolder (Bel), 137,8 km                    |                |
| Eddy Planckaert (2)   | 1986 | 8: St Hilaire du Harcouët - Nantes, 204 km                     |                |
| Jef Planckaert (1)    | 1961 | 6: Strasbourg - Belfort, 180,5 km                              |                |
| Walter Planckaert (1) | 1978 | 1b: St Willebrord (Ned) - Brussel (Bel), 100 km                |                |
| Willy Planckaert (2)  | 1966 | 4: Duinkerken - Dieppe, 205 km                                 |                |
| Willy Planckaert (2)  | 1966 | 8: Royan - Bordeaux, 137,5 km                                  |                |
| Michel Pollentier (3) | 1974 | 21b: Orléans - Orléans, 37,5 km                                | tijdrit        |
| Michel Pollentier (3) | 1975 | 13: Albi - Super - Lioran, 260 km                              |                |
| Michel Pollentier (3) | 1976 | 16: Pau - Fleurance, 152 km                                    |                |
| Louis Proost (1)      | 1960 | 13: Toulouse - Millau, 224 km                                  |                |

### R
| Naam                | Jaar | Etappe                                             | bijzonderheden |
| ------------------- | ---- | -------------------------------------------------- | -------------- |
| Gaston Rebry (4)    | 1928 | 3: Cherbourg - Dinan, 199 km                       |                |
| Gaston Rebry (4)    | 1929 | 14: Nice - Grenoble, 333 km                        |                |
| Gaston Rebry (4)    | 1931 | 23: Charleville - Malo les Bains, 271 km           |                |
| Gaston Rebry (4)    | 1932 | 19: Charleville - Malo les Bains, 271 km           |                |
| Guido Reybrouck (6) | 1965 | 6: Quimper - La Baule/Pornichet, 210,5 km          |                |
| Guido Reybrouck (6) | 1965 | 10: Bagnères de Bigorre - Ax les Thermes, 222,5 km |                |
| Guido Reybrouck (6) | 1966 | 2: Charleville - Doornik, 198 km                   |                |
| Guido Reybrouck (6) | 1967 | 4: Amiens - Roubaix, 191 km                        |                |
| Guido Reybrouck (6) | 1967 | 9: Belfort - Divonne les Bains, 238,5 km           |                |
| Guido Reybrouck (6) | 1969 | 13: Aubagne - La Grande Motte, 195,5 km            |                |
| Georges Ronsse (1)  | 1932 | 4: Bordeaux - Pau, 206 km                          |                |
| André Rosseel (4)   | 1951 | 8: Angers - Limoges, 241 km                        |                |
| André Rosseel (4)   | 1951 | 15: Luchon - Carcassonne, 213 km                   |                |
| André Rosseel (4)   | 1952 | 2: Rennes - Le Mans, 181 km                        |                |
| André Rosseel (4)   | 1952 | 16: Perpignan - Toulouse, 200 km                   |                |
| Jean Rossius (5)    | 1914 | 2: Le Havre - Cherbourg, 364 km                    |                |
| Jean Rossius (5)    | 1914 | 9: Marseille - Nice, 338 km                        |                |
| Jean Rossius (5)    | 1919 | 1: Parijs - Le Havre, 388 km                       |                |
| Jean Rossius (5)    | 1920 | 7: Luchon - Perpignan, 323 km                      |                |
| Jean Rossius (5)    | 1920 | 15: Duinkerken - Parijs, 340 km                    |                |
| Karel Rottiers (1)  | 1975 | 3: Amiens - Versailles, 169,5 km                   |                |

### S
| Naam                 | Jaar | Etappe                                              | bijzonderheden |
| -------------------- | ---- | --------------------------------------------------- | -------------- |
| Julien Schepens (1)  | 1960 | 1a: Rijsel - Brussel (Bel), 108 km                  |                |
| Alfons Schepers (1)  | 1933 | 3: Charleville - Metz, 192 km                       |                |
| Briek Schotte (1)    | 1947 | 21: Caen - Parijs, 257 km                           |                |
| Léon Scieur (3)      | 1920 | 11: Grenoble - Gex, 362 km                          |                |
| Léon Scieur (3)      | 1921 | 3: Cherbourg - Brest, 405 km                        |                |
| Léon Scieur (3)      | 1921 | 10: Nice - Grenoble, 333 km                         |                |
| Félix Sellier (3)    | 1921 | 13: Strasbourg - Metz, 300 km                       |                |
| Félix Sellier (3)    | 1922 | 14: Metz - Duinkerken, 432 km                       |                |
| Félix Sellier (3)    | 1926 | 4: Duinkerken - Le Havre, 361 km                    |                |
| Ward Sels (7)        | 1964 | 1: Rennes - Lisieux, 215 km                         |                |
| Ward Sels (7)        | 1964 | 11: Toulon - Montpellier, 250 km                    |                |
| Ward Sels (7)        | 1964 | 14: Andorra - Toulouse, 186 km                      |                |
| Ward Sels (7)        | 1964 | 19: Bordeaux - Brive, 215,5 km                      |                |
| Ward Sels (7)        | 1965 | 7: La Baule/Pornichet - La Rochelle, 219 km         |                |
| Ward Sels (7)        | 1966 | 6: Caen - Angers, 216,5 km                          |                |
| Ward Sels (7)        | 1966 | 22a: Orléans - Rambouillet, 111 km                  |                |
| Patrick Sercu (6)    | 1974 | 3: Morlaix - St Malo, 190 km                        |                |
| Patrick Sercu (6)    | 1974 | 4: St Malo - Caen, 184,5 km                         |                |
| Patrick Sercu (6)    | 1974 | 8b: Chaumont - Besançon, 152 km                     |                |
| Patrick Sercu (6)    | 1977 | 7a: Jaunay Clan - Angers, 139,5 km                  |                |
| Patrick Sercu (6)    | 1977 | 12: Roubaix - Charleroi (Bel), 192,5 km             |                |
| Patrick Sercu (6)    | 1977 | 13a: Freibourg im Breisgau (Dui), 46 km             |                |
| Marc Sergeant (1)    | 1987 | 5: Pforzheim (Dui) - Strasbourg, 112,5 km           |                |
| Edgard Sorgeloos (1) | 1965 | 4: Caen - St Brieuc, 227 km                         |                |
| Joseph Spruyt (3)    | 1969 | 22a: Montargis - Créteil, 111,5 km                  |                |
| Joseph Spruyt (3)    | 1970 | 5b: Rouen - Amiens, 113 km                          |                |
| Joseph Spruyt (3)    | 1974 | 12: Savines le Lac - Orange, 231 km                 |                |
| Gert Steegmans (2)   | 2007 | 2: Duinkerke - Gent (Bel), 167 km                   |                |
| Gert Steegmans (2)   | 2008 | 21: Étampes - Parijs, 143 km                        |                |
| Tom Steels (9)       | 1998 | 1: Dublin (Ier) - Dublin (Ier), 180,5 km            |                |
| Tom Steels (9)       | 1998 | 12: Tarascon sur Ariège - Le Cap d'Agde, 222 km     |                |
| Tom Steels (9)       | 1998 | 18: Aix les Bains - Neufchatel (Zwi), 218,5 km      |                |
| Tom Steels (9)       | 1998 | 21: Melun - Parijs, 147,5 km                        |                |
| Tom Steels (9)       | 1999 | 2: Challans - St Nazaire, 176 km                    |                |
| Tom Steels (9)       | 1999 | 3: Nantes - Laval, 194,5 km                         |                |
| Tom Steels (9)       | 1999 | 17: Mourenx - Bordeaux, 200 km                      |                |
| Tom Steels (9)       | 2000 | 2: Futuroscope - Loudun, 194 km                     |                |
| Tom Steels (9)       | 2000 | 3: Loudun - Nantes, 161,5 km                        |                |
| Julien Stevens (1)   | 1969 | 2: Sint-Pieters-Woluwe - Maastricht (Ned), 181,5 km |                |
| Lucien Storme (1)    | 1939 | 6a: Nantes - La Rochelle, 144 km                    |                |

### T
| Naam                | Jaar | Etappe                                             | bijzonderheden              |
| ------------------- | ---- | -------------------------------------------------- | --------------------------- |
| Omer Taverne (2)    | 1929 | 3: Cherbourg - Dinan, 199 km                       |                             |
| Omer Taverne (2)    | 1930 | 4: Brest - Vannes, 210 km                          |                             |
| Willy Teirlinck (5) | 1972 | 10: Castres - La Grande Motte, 210 km              |                             |
| Willy Teirlinck (5) | 1972 | 16: Aix les Bains - Pontarlier, 198,5 km           |                             |
| Willy Teirlinck (5) | 1972 | 20b: Versailles - Parijs/Piste de Vincennes, 89 km |                             |
| Willy Teirlinck (5) | 1973 | 1a: Scheveningen - Rotterdam (Ned), 84 km          |                             |
| Willy Teirlinck (5) | 1976 | 13: Font Romeu - St Gaudens, 188 km                |                             |
| Dylan Teuns (2)     | 2019 | 6: Mulhouse - Planche des Belles Filles, 161 km    |                             |
| Dylan Teuns (2)     | 2021 | 8: Oyonnax - Le Grand-Bornand, 145 km              |                             |
| Philippe Thys (13)  | 1913 | 6: Bayonne - Luchon, 326 km                        |                             |
| Philippe Thys (13)  | 1914 | 1: Parijs - Le Havre, 388 km                       |                             |
| Philippe Thys (13)  | 1920 | 2: Le Havre - Cherbourg, 364 km                    |                             |
| Philippe Thys (13)  | 1920 | 9: Aix-en-Provence - Nice, 356 km                  |                             |
| Philippe Thys (13)  | 1920 | 12: Gex - Strasbourg, 354 km                       |                             |
| Philippe Thys (13)  | 1920 | 13: Strasbourg - Metz, 300 km                      |                             |
| Philippe Thys (13)  | 1922 | 4: Brest - Les Sables-d'Olonne, 412 km             |                             |
| Philippe Thys (13)  | 1922 | 8: Perpignan - Toulon, 411 km                      |                             |
| Philippe Thys (13)  | 1922 | 9: Toulon - Nice, 284 km                           |                             |
| Philippe Thys (13)  | 1922 | 10: Nice - Briançon, 274 km                        |                             |
| Philippe Thys (13)  | 1922 | 15: Duinkerken - Parijs, 340 km                    |                             |
| Philippe Thys (13)  | 1924 | 3: Cherbourg - Brest, 405 km                       | ex aequo Theophile Beeckman |
| Philippe Thys (13)  | 1924 | 9: Toulon - Nice, 280 km                           |                             |

### V
| Naam                         | Jaar | Etappe                                          | bijzonderheden |
| ---------------------------- | ---- | ----------------------------------------------- | -------------- |
| Michel Van Aerde (2)         | 1960 | 15: Avignon - Gap, 187 km                       |                |
| Michel Van Aerde (2)         | 1961 | 12: Juan les Pins - Aix-en-Provence, 199 km     |                |
| Wout van Aert (10)           | 2019 | 10: Saint-Flour - Albi, 217 km                  |                |
| Wout van Aert (10)           | 2020 | 5: Gap - Privas, 183 km                         |                |
| Wout van Aert (10)           | 2020 | 7: Millau - Lavaur, 168 km                      |                |
| Wout van Aert (10)           | 2021 | 11:Sorgues - Malaucène, 199 km                  |                |
| Wout van Aert (10)           | 2021 | 20: Libourne - Saint-Émilion, 30,8 km           | tijdrit        |
| Wout van Aert (10)           | 2021 | 21: Chatou - Parijs, 108,4 km                   |                |
| Wout van Aert (10)           | 2022 | 4: Duinkerke - Calais 171,5 km                  |                |
| Wout van Aert (10)           | 2022 | 8: Dole - Lausanne 186,3 km                     |                |
| Wout van Aert (10)           | 2022 | 20: Lacapelle-Marival - Rocamadour 40,0 km      | tijdrit        |
| Wout van Aert (10)           | 2025 | 21: Mantes-la-Ville - Champs-Élysées, 132,3 km  |                |
| Greg Van Avermaet (2)        | 2015 | 13: Muret - Rodez, 198,5 km                     |                |
| Greg Van Avermaet (2)        | 2016 | 5: Limoges – Le Lioran, 213 km                  |                |
| Camille Van De Casteele (2)  | 1926 | 16: Evian - Dijon, 321 km                       |                |
| Camille Van De Casteele (2)  | 1927 | 4: Caen - Cherbourg, 140 km                     |                |
| Joseph Van Dam (3)           | 1926 | 6: Cherbourg - Brest, 405 km                    |                |
| Joseph Van Dam (3)           | 1926 | 8: Les Sables-d'Olonne - Bordeaux, 285 km       |                |
| Joseph Van Dam (3)           | 1926 | 15: Briançon - Evian, 303 km                    |                |
| Bernard Vandekerkhove (2)    | 1964 | 3a: Amiens - Forest/Vorst, 196,5 km             |                |
| Bernard Vandekerkhove (2)    | 1965 | 2: Luik (Bel) - Roubaix, 200,5 km               |                |
| Georges Vandenberghe (1)     | 1966 | 13: Revel - Sète, 191,5 km                      |                |
| Willy Vanden Berghen (1)     | 1962 | 4: Amiens - Le Havre, 196,5 km                  |                |
| Ferdi Van Den Haute (1)      | 1984 | 4: Valenciennes - Béthune, 83 km                |                |
| Eric Vanderaerden (5)        | 1983 | 0:Fontenay: sous Bois, 5,5 km                   | proloog        |
| Eric Vanderaerden (5)        | 1984 | 10: Langon - Pau, 198 km                        |                |
| Eric Vanderaerden (5)        | 1984 | 23: Pantin - Parijs, 196,5 km                   |                |
| Eric Vanderaerden (5)        | 1985 | 13: Villard de Lans, 38 km                      | tijdrit        |
| Eric Vanderaerden (5)        | 1985 | 19: Pau - Bordeaux, 203 km                      |                |
| Edward Van Dijck (1)         | 1948 | 16: Lausanne - Mulhouse, 243 km                 |                |
| Jelle Vanendert (1)          | 2011 | 14: Saint-Gaudens - Plateau de Beille, 168,5 km |                |
| Martin Van Geneugden (6)     | 1953 | 6: Caen - Le Mans, 206 km                       |                |
| Martin Van Geneugden (6)     | 1958 | 6: Caen - St Brieuc, 223 km                     |                |
| Martin Van Geneugden (6)     | 1958 | 12: Bordeaux - Dax, 161 km                      |                |
| Martin Van Geneugden (6)     | 1960 | 9: Limoges - Bordeaux, 225 km                   |                |
| Martin Van Geneugden (6)     | 1960 | 14: Millau - Avignon, 217 km                    |                |
| Martin Van Geneugden (6)     | 1961 | 18: Pau - Bordeaux, 207 km                      |                |
| Cyrille Van Hauwaert (1)     | 1909 | 1: Parijs - Roubaix, 272 km                     |                |
| Lucien Van Impe (9)          | 1972 | 12: Carpentras - Orcières Merlette, 192 km      |                |
| Lucien Van Impe (9)          | 1973 | 12b: Thuir - Pyrénées 2000, 76 km               |                |
| Lucien Van Impe (9)          | 1975 | 14: Aurillac - Puy de Dôme, 173,5 km            |                |
| Lucien Van Impe (9)          | 1975 | 18: Morzine - Chatel, 40 km                     | tijdrit        |
| Lucien Van Impe (9)          | 1976 | 14: St Gaudens - St Lary Soulan, 139 km         |                |
| Lucien Van Impe (9)          | 1977 | 15b: Morzine - Avoriaz, 14 km                   | klimtijdrit    |
| Lucien Van Impe (9)          | 1979 | 16: Morzine - Les Menuires, 201,3 km            |                |
| Lucien Van Impe (9)          | 1981 | 5: St Gaudens - St Lary Soulan, 117,5 km        | bergtop        |
| Lucien Van Impe (9)          | 1983 | 19: Morzine - Avoriaz, 15 km                    | klimtijdrit    |
| Henri Van Lerberghe (1)      | 1913 | 5: La Rochelle - Bayonne, 379 km                |                |
| Rik Van Linden (4)           | 1972 | 2: St Brieuc - La Baule, 206,5 km               |                |
| Rik Van Linden (4)           | 1975 | 1b: Molenbeek - Roubaix, 108,5 km               |                |
| Rik Van Linden (4)           | 1975 | 19: Thonon les Bains - Chalon sur Saône, 229 km |                |
| Rik Van Linden (4)           | 1975 | 21: Melun - Senlis, 220,5 km                    |                |
| Rik Van Looy (7)             | 1963 | 2a: Reims - Jambes, 185,5 km                    |                |
| Rik Van Looy (7)             | 1963 | 8: Limoges - Bordeaux, 231,5 km                 |                |
| Rik Van Looy (7)             | 1963 | 13: Toulouse - Aurillac, 234 km                 |                |
| Rik Van Looy (7)             | 1963 | 21: Troyes - Parijs, 185,5 km                   |                |
| Rik Van Looy (7)             | 1965 | 1a: Köln (Dui) - Luik (Bel), 149 km             |                |
| Rik Van Looy (7)             | 1965 | 19: Aix les Bains - Lyon, 165 km                |                |
| Rik Van Looy (7)             | 1969 | 4: Charleville Mézières - Nancy, 214 km         |                |
| Willy Van Neste (1)          | 1967 | 2: Saint Malo - Caen, 180 km                    |                |
| Willy Vannitsen (2)          | 1962 | 10: Bordeaux - Bayonne, 184,5 km                |                |
| Willy Vannitsen (2)          | 1962 | 15: Carcassonne - Montpellier, 196,5 km         |                |
| Daniel Van Ryckeghem (2)     | 1968 | 8: Nantes - Royan, 223 km                       |                |
| Daniel Van Ryckeghem (2)     | 1968 | 11: Bayonne - Pau, 183,5 km                     |                |
| Bernard Van Rysselberghe (1) | 1929 | 19: Metz - Charleville, 159 km                  |                |
| Gustaaf Van Slembrouck (4)   | 1926 | 3: Metz - Duinkerken, 433 km                    |                |
| Gustaaf Van Slembrouck (4)   | 1927 | 7: Brest - Vannes, 207 km                       |                |
| Gustaaf Van Slembrouck (4)   | 1927 | 12: Luchon - Perpignan, 323 km                  |                |
| Gustaaf Van Slembrouck (4)   | 1929 | 5: Brest - Vannes, 208 km                       |                |
| Herman Vanspringel (5)       | 1967 | 6: Jambes - Metz, 238 km                        |                |
| Herman Vanspringel (5)       | 1968 | 13: St Gaudens - Seo de Urgel, 208,5 km         |                |
| Herman Vanspringel (5)       | 1969 | 10: Chamonix - Briançon, 220,5 km               |                |
| Herman Vanspringel (5)       | 1969 | 21: Clermont-Ferrand - Montargis, 329,5 km      |                |
| Herman Vanspringel (5)       | 1971 | 16b: Gourette/Les Eaux Bonnes - Pau, 57,5 km    |                |
| Rik Van Steenbergen (4)      | 1949 | 12: Luchon - Toulouse, 134 km                   |                |
| Rik Van Steenbergen (4)      | 1949 | 21: Nancy - Parijs, 340 km                      |                |
| Rik Van Steenbergen (4)      | 1952 | 1: Brest - Rennes, 246 km                       |                |
| Rik Van Steenbergen (4)      | 1955 | 16: Ax les Thermes - Toulouse, 123 km           |                |
| Albert Van Vlierberghe (3)   | 1966 | 7: Angers - Royan, 252,5 km                     |                |
| Albert Van Vlierberghe (3)   | 1970 | 16: Montpellier - Toulouse, 259,5 km            |                |
| Albert Van Vlierberghe (3)   | 1971 | 1c: Fribourg - Mulhouse, 74 km                  |                |
| Rik Verbrugghe (1)           | 2001 | 15: Pau - Lavaur, 232,5 km                      |                |
| Pé Verhaegen (3)             | 1927 | 10: Bordeaux - Bayonne, 189 km                  |                |
| Pé Verhaegen (3)             | 1927 | 17: Briançon - Evian 283 km                     |                |
| Pé Verhaegen (3)             | 1928 | 4: Dinan - Brest, 206 km                        |                |
| Pol Verschuere (3)           | 1980 | 22: Fontenay sous Bois - Parijs, 186,1 km       |                |
| Pol Verschuere (3)           | 1982 | 7: Cancale - Concarneau,234,5 km                |                |
| Pol Verschuere (3)           | 1986 | 1: Nanterre - Sceaux, 85 km                     |                |
| Eddy Verstraeten (1)         | 1973 | 2b: St Niklaas - Roubaix, 138 km                |                |
| Félicien Vervaecke (6)       | 1936 | 19b: La Roche sur Yon - Cholet, 65 km           | ploegentijdrit |
| Félicien Vervaecke (6)       | 1937 | 10: Digne - Nice, 251 km                        |                |
| Félicien Vervaecke (6)       | 1938 | 4c: La Rochelle - Royan, 83 km                  |                |
| Félicien Vervaecke (6)       | 1938 | 8: Pau - Luchon, 193 km                         |                |
| Félicien Vervaecke (6)       | 1938 | 10b: Narbonne - Béziers, 27 km                  | tijdrit        |
| Félicien Vervaecke (6)       | 1938 | 20b: Laon - St Quentin, 42 km                   | tijdrit        |
| Julien Vervaecke (2)         | 1927 | 16: Nice - Briançon, 275 km                     |                |
| Julien Vervaecke (2)         | 1929 | 15: Grenoble - Evian, 329 km                    |                |
| Edward Vissers (2)           | 1937 | 20: Caen - Parijs, 234 km                       |                |
| Edward Vissers (2)           | 1939 | 9: Pau - Toulouse, 311 km                       |                |

### W
| Naam                 | Jaar | Etappe                                  | bijzonderheden |
| -------------------- | ---- | --------------------------------------- | -------------- |
| Marc Wauters (1)     | 2001 | 2: Calais - Antwerpen (Bel), 218,5 km   |                |
| Paul Wellens (2)     | 1977 | 15a: Thonon les Bains - Morzine, 105 km |                |
| Paul Wellens (2)     | 1978 | 13: Figeac - Super Besse, 221 km        |                |
| Ludwig Wijnants (1)  | 1985 | 7: Reims - Nancy, 217,5 km              |                |
| Robert Wierinckx (1) | 1936 | 2: Rijsel - Charleville, 192 km         |                |
| Daniel Willems (4)   | 1981 | 11: Compiègne - Roubaix, 246 km         |                |
| Daniel Willems (4)   | 1981 | 19: Veurey - St Priest, 117,5 km        |                |
| Daniel Willems (4)   | 1982 | 3: Nancy - Longwy, 134 km               |                |
| Daniel Willems (4)   | 1982 | 20: Sens - Aulnay sous Bois, 161 km     |                |

 winnaars gele trui · 
 puntenklassement · 
 bergklassement · 
 jongerenklassement · 
 tussensprintklassement · 
 combinatieklassement · 
 ploegenklassement · 
 strijdlust · 
rode lantaarn
records · meeste deelnames · ranglijst etappewinnaars · bekende beklimmingen · valpartijen · dopinggevallen · Grand Départ · Souvenir Henri Desgrange
1903 · 
1904 · 
1905 · 
1906 · 
1907 · 
1908 · 
1909 · 
1910 · 
1911 · 
1912 · 
1913 · 
1914 ·
1915 ·
1916 ·
1917 ·
1918 · 
1919 · 
1920 · 
1921 · 
1922 · 
1923 · 
1924 · 
1925 · 
1926 · 
1927 · 
1928 · 
1929 · 
1930 · 
1931 · 
1932 · 
1933 · 
1934 · 
1935 · 
1936 · 
1937 · 
1938 · 
1939 · 
1940 ·
1941 ·
1942 ·
1943 ·
1944 ·
1945 ·
1946 ·
1947 · 
1948 · 
1949 · 
1950 · 
1951 · 
1952 · 
1953 · 
1954 · 
1955 · 
1956 · 
1957 · 
1958 · 
1959 · 
1960 · 
1961 · 
1962 · 
1963 · 
1964 · 
1965 · 
1966 · 
1967 · 
1968 · 
1969 · 
1970 · 
1971 · 
1972 · 
1973 · 
1974 · 
1975 · 
1976 · 
1977 · 
1978 · 
1979 · 
1980 · 
1981 · 
1982 · 
1983 · 
1984 · 
1985 · 
1986 · 
1987 · 
1988 · 
1989 · 
1990 · 
1991 · 
1992 · 
1993 · 
1994 · 
1995 · 
1996 · 
1997 · 
1998 · 
1999 · 
2000 · 
2001 · 
2002 · 
2003 · 
2004 · 
2005 · 
2006 · 
2007 · 
2008 · 
2009 · 
2010 · 
2011 · 
2012 · 
2013 · 
2014 · 
2015 · 
2016 · 
2017 · 
2018 · 
2019 ·
2020 · 
2021 · 
2022 · 
2023 · 
2024 · 
2025